# Francisco Castellino
Francisco Castellino fue un futbolista uruguayo que jugaba en la posición de back derecho (defensa). Fue campeón uruguayo con el Club Nacional de Football y campeón continental con la Selección de fútbol de Uruguay.

## Selección nacional

### Participaciones en Copa América
| Copa              | Sede      | Resultado | PJ (G) |
| ----------------- | --------- | --------- | ------ |
| Copa América 1916 | Argentina | Campeón   | 2 (0)  |

## Clubes
| Equipo    | País    | Periodo   |
| --------- | ------- | --------- |
| Tacuarí   | Uruguay | 1908      |
| Reformers | Uruguay | 1909      |
| Nacional  | Uruguay | 1911—1916 |

## Palmarés
| Títulos             | Club     | País    | Año  |
| ------------------- | -------- | ------- | ---- |
| Copa Competencia    | Nacional | Uruguay | 1912 |
| Campeonato Uruguayo | Nacional | Uruguay | 1912 |
| Copa de Honor       | Nacional | Uruguay | 1913 |
| Copa Competencia    | Nacional | Uruguay | 1913 |
| Copa Competencia    | Nacional | Uruguay | 1914 |
| Copa de Honor       | Nacional | Uruguay | 1914 |
| Campeonato Uruguayo | Nacional | Uruguay | 1915 |
| Copa Competencia    | Nacional | Uruguay | 1915 |
| Copa de Honor       | Nacional | Uruguay | 1915 |
| Campeonato Uruguayo | Nacional | Uruguay | 1916 |
| Copa de Honor       | Nacional | Uruguay | 1916 |

### Copas internacionales
| Título                  | Equipo             | País      | Año  |
| ----------------------- | ------------------ | --------- | ---- |
| Copa Chevallier Boutell | Nacional           | Argentina | 1913 |
| Copa Chevallier Boutell | Nacional           | Argentina | 1915 |
| Copa de Honor Cousenier | Nacional           | Uruguay   | 1915 |
| Copa América            | Selección Uruguaya | Argentina | 1916 |